# Kids United (muziekgroep)
Kids United is een Franse muziekgroep die bestaat uit vijf zangers (zes toen de groep in 2015 werd opgericht) ter ondersteuning van UNICEF campagnes. De groep is gesponsord door Hélène Ségara en Corneille, een Franse zangeres en zanger.
Het eerste album van Kids United, Un monde meilleur (Een betere wereld), komt uit in 2015. Dit album levert een diamanten certificering in Frankrijk op. Ook het tweede album, Tout le bonheur du monde uit 2016 krijgt een platina certificering en ontvangt de Félix Award voor beste pop-album.
Op 30 mei 2018 verlaten vier leden, Carla Georges, Nilusi Nissanka, Erza Muqoli, Esteban Durand en Gabriel Gros, de groep om een solo-zangcarrière te beginnen. Gloria Palermo de Blas gaat verder met vier jonge zangers: Ilyana Raho-Moussa, Dylan Marina, Nathan Laface en Valentina Tronel. De nieuwe groep wordt Kids United Nouvelle Génération (Kids United Nieuwe Generatie) genoemd. In 2020 gaan Kids United samenwerken met Green Team, een andere groep jonge Franse zangers en zangeressen die zingen over de problemen in de wereld.